# Циркумбореальная область
Циркумбореальная область, или Евросибирско-Канадская область, — флористическая область в биогеографии в составе Голарктического царства и Бореального подцарства. Охватывает северную часть Европы, Азии, Канаду. Большая часть её расположена на территории России.

## Характер флоры
Во флоре циркумбореальной области нет эндемичных семейств, но много эндемичных родов и видов. Особенно эндемиками богаты Альпы, Пиренеи, Кавказ, Сибирь, Канада.
Из хвойных для области характерны отдельные виды сосновых (Pinus), ели (Picea), пихты (Abies) и лиственницы (Larix). В Канаде — тсуги (Tsuga), туи (Thuja). Они составляют основную растительность таёжных, хвойных и смешанных лесов.
Многочисленны лиственные породы деревьев, свойственные смешанным и широколиственным лесам в более южных районах области. Здесь типичны дубы (Quercus), буки (Fagus), берёза (Betula), ольха (Alnus), клён (Acer), ива (Salix), ясень (Fraxinus), вяз (Ulmus), грецкий орех (Juglans), кизил (Cornus), липа (Tilia), слива (Prunus) и вишня (Cerasus).
Характерными родами являются ежевика (Rubus), рябина (Sorbus), боярышник (Crataegus), спирея (Spiraea), рододендрон (Rhododendron), жимолость (Lonicera), калина (Viburnum), бузина (Sambucus), крушина (Frangula), брусника и черника (Vaccinium).